# 畑中里咲
畑中 里咲（はたなか りさ、1998年10月1日 - ）は、山口放送 (KRY) の女性アナウンサー。
趣味は新体操、スキー、漫才鑑賞、筋トレ、スポーツ観戦（特に学生スポーツ）

## 来歴
奈良県出身。同志社女子大学表象文化学部英語英文学科卒業。新体操女子3種公認審判員資格を取得している。
大学在学中にミスキャンパス同志社女子2018でグランプリに選ばれる。
2019年、セント・フォース関西に所属。2020年テレビ東京『知られざるガリバー〜エクセレントカンパニーファイル〜』に「ファイリングリポーター」として出演。
大学を卒業後、2021年4月に山口放送に入社し、同年6月28日にオンエアデビュー。
2022年3月28日、『KRYさわやかモーニング』の女性キャスターに就任。当初は、毎週月〜金曜日の出演であったが、2024年4月4日から2025年3月27日までは毎週月〜木曜日の出演であった。これら自社製作のローカル番組のほか、日本テレビ製作の『ZIP!』や『NOW!ニッポン全国から夏のジモトークSP』などの全国ネット番組にも出演することがあった。その際には特技の新体操で「Y字バランス」を披露するなどしている。
2023年12月17日、ラジオ特別番組であり初の冠番組でもある『畑中里咲のおとJAM♪』でパーソナリティーを務める。またこの番組は畑中にとって初の公開録音でもあった（同年12月10日の正午から下関市のゆめシティ1階みどりの広場にて公開録音）。
2024年4月7日、初のラジオ冠レギュラー（同局の成田弘毅アナウンサーと2枚冠）番組である『なりはたりき』がスタート。
2025年3月31日、『Kry news every.らいふ』のキャスターに就任。

## 出演

### テレビ
- KRYさわやかモーニング（2022年3月28日 - 2025年3月27日）- キャスター
- Kry news every.らいふ（2025年3月31日 - ）- 月曜 - 木曜MC

### ラジオ
- 特別番組『畑中里咲のおとJAM♪』（2022年12月17日） - パーソナリティ
- なりはたりき（2024年4月 - ） - パーソナリティ